# Kunstpreis des Landkreises Trier-Saarburg
Der Kunstpreis des Landkreises Trier-Saarburg ist der Kunstförderpreis des Landkreises Trier-Saarburg, der alle zwei bis drei Jahre abwechselnd in den Kategorien Malerei, Grafik/Fotografie und Plastik/Bildhauerei vergeben wird. Die erstmals im Jahre 1986 ausgelobte und mit 5.000 Euro dotierte Auszeichnung ist 2011 für die Sparte Malerei ausgeschrieben worden.

## Adressatenkreis
Der Förderpreis richtet sich an Künstler bis zum 40. Lebensjahr aus der Großregion Saar-Lor-Lux-Rheinland-Pfalz-Wallonie. Die Großregion zählt derzeit rund 11,3 Mio. Einwohner. Seit drei Jahrzehnten gibt es Ansätze für eine grenzüberschreitende interregionale Zusammenarbeit, auch und gerade im Kulturbereich, so etwa bei der Organisation des Europäischen Kulturhauptstadtjahres 2007.
Mit dem Wettbewerb will sich der Landkreis Trier-Saarburg verstärkt für die Förderung des künstlerischen Nachwuchses einsetzen, versteht ihn aber auch als Herausforderung an Künstler und die kunstinteressierte Öffentlichkeit zum wechselseitigen Dialog.
Die besten eingereichten Arbeiten werden im Rahmen einer Ausstellung präsentiert.

## Bisherige Preisträger
- 2011: Nikola Jaensch, Mainz
- 2008: Gaby Peters, Trier, und Martin Kleppe, Üxheim
- 2005: Monika Bohr, Blieskastel, und Martina Kaul, Keidelheim
- 2003: Tina Stein, Saarbrücken, und Antje Fuß, Sinzig/Rhein
- 2001: Jürgen Waxweiler, Traben-Trarbach, und Bernhard Mathäss, Duttweiler/Pfalz
- 1999: Klaus Lomnitzer, Mainz
- 1997: Klaus Martin Hartmann, Kaiserslautern
- 1995: Klaus Maßem, Schillingen
- 1992: Werner Müller, Zerf, und Bodo Korsig, Trier
- 1990: Siegfried Feid, Trier
- 1988: Christoph Mancke, Lünebach/Eifel
- 1986: Ruth Clemens, Trier